# Lingreville

Lingreville este o comună în departamentul Manche, Franța. În 1 ianuarie 2019 avea o populație de 1.019 de locuitori.